# Anything (Jay-Z)
Anything è un singolo del rapper statunitense Jay-Z, pubblicato il 2 febbraio 2000 e presente nell'album The Truth di Beanie Sigel come traccia bonus. Pubblicata da Roc-A-Fella e Def Jam, è prodotta da Sam Sneed e P. Skam. Il lato B del vinile pubblicato presenta il singolo Big Pimpin'.

## Tracce

### CD
1. Anything (Radio Edit)
2. So Ghetto
3. There's Been a Murder
4. Anything (Video)

### Vinile
Lato A
1. Anything (Radio Edit)
2. Anything (LP Version)
3. Anything (Instrumental)

Lato B
1. Big Pimpin' (Radio Edit)
2. Big Pimpin' (LP Version)
3. Big Pimpin' (Instrumental)

## Classifiche

### Classifiche settimanali
| Classifica (2000)        | Posizione massima |
| ------------------------ | ----------------- |
| Regno Unito              | 18                |
| Stati Uniti              | 55                |
| US Hot R&B/Hip-Hop Songs | 19                |
| US Hot Rap Songs         | 9                 |
| US Radio Songs           | 48                |
| US R&B/Hip-Hop Airplay   | 13                |
| Svezia                   | 56                |